# ائتلاف جهانی برای آموزش عالی هوشمند (GAIHE)
ائتلاف جهانی برای آموزش عالی هوشمند (به انگلیسی: Global Alliance for Intelligent Higher Education با نام اختصاری GAIHE) یک نهاد آموزشی بین‌المللی است که با هدف ارتقای کیفیت آموزش عالی، گسترش دسترسی به آموزش و ایجاد فرصت‌های برابر برای تحصیل در سراسر جهان تأسیس شده است. این نهاد با تمرکز بر یادگیری ترکیبی (Blended Learning) و بهره‌گیری از فناوری‌های نوین آموزشی، خدمات تحصیلی خود را به‌صورت جهانی، آنلاین و نیمه‌حضوری ارائه می‌دهد.

### مأموریت و اهداف
GAIHE همسو با سازمان‌های بین‌المللی مانند یونسکو، مأموریت دارد تا آموزش باکیفیت و مقرون‌به‌صرفه را برای همگان گسترش دهد. این سازمان به‌طور ویژه بر دانشجویانی تمرکز دارد که به دلایل جغرافیایی، اقتصادی یا اجتماعی، دسترسی کافی به آموزش‌های بین‌المللی ندارند.
مدل آموزشی GAIHE به‌گونه‌ای طراحی شده است که دانشجویان می‌توانند ابتدا آموزش‌های نظری را به‌صورت آنلاین و از راه دور طی کنند، سپس با هزینه‌ای منطقی به یکی از دانشگاه‌های همکار در سراسر جهان مراجعه کرده و بخش‌های عملی آموزش خود را به پایان برسانند. در نهایت، مدرکی مشترک از سوی GAIHE و دانشگاه همکار به دانش‌آموخته اعطا می‌شود.

### گروه‌های آموزشی
برنامه‌های آموزشی GAIHE در سه گروه اصلی دسته‌بندی می‌شوند:

#### گروه علوم پزشکی و سلامت
- پزشکی
- دندانپزشکی
- داروسازی
- پرستاری
- فیزیوتراپی
- مدیریت بهداشت و درمان
- فناوری اطلاعات سلامت (Health Informatics)
- روانشناسی سلامت و بالینی
- مددکاری اجتماعی سلامت
- سلامت عمومی (قابل ارائه مجازی و بین‌المللی)

#### گروه علوم انسانی و اجتماعی
- حقوق بین‌الملل
- روابط بین‌الملل
- مدیریت کسب‌وکار (MBA)
- آموزش زبان انگلیسی (گرایش عمومی یا تخصصی سلامت)
- آموزش بین‌المللی / مدیریت آموزش
- مطالعات توسعه (Development Studies)
- ارتباطات سلامت / رسانه سلامت

#### گروه مهندسی و فناوری‌های نوین
- مهندسی پزشکی
- مهندسی نرم‌افزار
- علوم داده (Data Science)
- مهندسی هوش مصنوعی (AI & ML)
- مهندسی عمران (گرایش مدیریت پروژه بین‌الملل)
- مهندسی انرژی‌های تجدیدپذیر / محیط زیست
- مهندسی سیستم‌های سلامت
- مهندسی تجهیزات پزشکی و طراحی دستگاه‌ها

### مدارک و اعتبار
GAIHE با بهره‌گیری از چارچوب‌های بین‌المللی اعتبارسنجی، به دانشجویان خود مدارک معتبر علمی اعطا می‌کند. این مدارک مشترک که با همکاری دانشگاه‌های بین‌المللی صادر می‌شوند، دارای اعتبار جهانی بوده و قابلیت استفاده برای اشتغال، ادامه تحصیل، مهاجرت و معادل‌سازی در کشورهای مختلف را دارند.
اعتبار این مدارک بر اساس همکاری و انطباق با نهادهای معتبر زیر تأمین می‌شود:
- یونسکو (UNESCO): سازمان آموزشی، علمی و فرهنگی ملل متحد که نقش کلیدی در تعیین سیاست‌های آموزش جهانی دارد.
- AMEE (Association for Medical Education in Europe): انجمن بین‌المللی آموزش پزشکی اروپا که در زمینه توسعه استانداردهای آموزش علوم پزشکی فعال است.
- NQAAHE (National Quality Assurance and Accreditation for Higher Education): نهاد تضمین کیفیت آموزش عالی که وظیفه تدوین و نظارت بر استانداردهای اعتبارسنجی برنامه‌های تحصیلی را بر عهده دارد.

### مدل یادگیری ترکیبی (Blended Learning)
سیستم آموزشی GAIHE ترکیبی از آموزش آنلاین، خودآموزی، تعامل زنده با اساتید، ارزیابی متمرکز و کار عملی حضوری است. این مدل به‌ویژه برای دانشجویان کشورهای در حال توسعه، مهاجران، و یا کسانی که امکان تحصیل حضوری تمام‌وقت ندارند، یک راهکار مؤثر و در دسترس فراهم می‌کند.

### دفتر مرکزی
دفتر رسمی و ثبت‌شده‌ی سازمان در ایالات متحده آمریکا قرار دارد:  ۷۲۲۷ Karluk Street, Utqiaġvik, Alaska 99723, USA

### همکاری‌های بین‌المللی
GAIHE با دانشگاه‌ها، مؤسسات آموزش عالی و سازمان‌های بین‌المللی مختلف در حوزه‌های آموزش، پژوهش، توسعه پایدار، سلامت جهانی و فناوری همکاری دارد. این همکاری‌ها در راستای تحقق اهداف توسعه پایدار سازمان ملل (SDGs)، به‌ویژه هدف چهارم (آموزش با کیفیت)، شکل گرفته‌اند.

### شعار سازمان
«آموزش هوشمند، آینده‌ای جهانی» (Smart Education for a Global Future)